# Aleksander Hilary Połubiński
Aleksander Hilary Połubiński (né en 1626 - mort en 1679), fils de Constantin Połubiński (lt) et de Sophie Sapieżanki, fille d'André Sapieha, il fut grand maréchal de Lituanie en 1669, gouverneur général de Samogitie (pl) de 1668 à 1669, staroste de Vawkavysk.

## Biographie
Alexandre Połubiński, étudie à l'Université de Vilnius, Zamość et Cracovie. En 1646, il est élu ) la Diète. En 1648, sous les ordres de l'hetman de Lituanie Janusz Radziwiłł, il commande une unité de hussards. Dans les années 1648-1650, lors du soulèvement de Khmelnytsky il combat en Ukraine à la tête de son propre régiment de hussards.
Lorsque le déluge s'abat sur la Pologne, il est d'abord du côté des Suédois, puis participe à la confédération de Tyszowce en 1655. Le 8 octobre 1656 il prend part à la bataille de Prostki. Lors de la bataille de Varsovie, qui se déroule du 28 au 30 juillet, il commande la fameuse charge des hussards qui sauve l'armée polonaise du désastre.
Il combat ensuite en Russie, Biélorussie, Lituanie, en 1665 il est capturé à Częstochowa et doit promettre de ne plus combattre au service de la couronne.
Pour le récompenser de sa bravoure lors de la bataille de Varsovie, Jean II Casimir, lui confie le comté Bobruisk. Après l'abdication de Jean II le 16 septembre 1668, il soutient la candidature de Fédor III Alekseïévitch à la couronne polonaise.

## Mariages et descendance
Avec sa deuxième épouse, Sophia Constance Wołodkowicz, il a deux filles:
- Anna Marianne, épouse de Dominique Nicolas Radziwiłł
- Isabella Helena, épouse de Jerzy Stanisław Sapieha

## Sources
- (pl) Cet article est partiellement ou en totalité issu de l’article de Wikipédia en polonais intitulé « Aleksander Hilary Połubiński » (voir la liste des auteurs).